# Фантазіасти
Фантазіасти (грец. φαντασία, фантазія, зовнішність) — було ярликом, який в пізньої античності застосовували до кількох окремих християнських єресей їхніми супротивниками. Термін з'являється в грецьких і сирійських письмах, в основному, для позначення крайніх форм міафізитства. Цей термін нагадує єресь докетизму другого століття. Обидва рухи звинувачували у запереченні повної реальності людськості Ісуса.
Першими об’єктами ярлика були євтихіани, послідовники Євтихія. У листі, прочитаному перед Халкедонським собором (451 р.), Папа Лев Великий засуджує phantasmatici Christiani (християнські фантазматики), чітко посилаючись на Євтихіян. Помірні міафізити, такі як Тимофій Айлурос, Філоксен з Маббуга та Север Антіохійський, також називали евтихійців фантазіастами. Одна міафізитська клятва, дана тим, хто повертається до міафізитства від єресі, закликала відректися від фантазістів. Використання ярлика «фантазіасти» як діофізитами, так і поміркованими міафізитами вказує на крайню природу позиції щодо ортодоксальних теологій.
У середині шостого століття термін «фантазіасти» застосовувався до афтартодокетистів, послідовників Юліана Галікарнасського, богословського ворога Севера Антіохійського. Саме в цьому значенні Антіохійський патріарх Сергій І використовував цей термін наприкінці 550-х років, коли писав міафізитським єпископам Персії про повернення тих, хто впав у «єресь Юліана Фантазіаста». Поет Георгій Пісідійський також описує фанатазістів у своїй поемі, присвяченій походу імператора Іраклія проти персів у 622 році.
Цей термін також застосовувався до гаянітів і в цьому значенні використовувався до IX ст.